# Elbasvir
Elbasvir ist ein Arzneistoff und Virostatikum zur Behandlung von Infektionen mit dem Hepatitis-C-Virus.

## Eigenschaften
Elbasvir gehört zur Gruppe der NS5A-Inhibitoren. Es bindet an das Nichtstrukturprotein 5A des Hepatitis-C-Virus der Genotypen 1 und 4, wie auch Daclatasvir, Samatasvir, Ledipasvir, MK-8408, Odalasvir, Ombitasvir, Ravidasvir und Velpatasvir. Elbasvir wird oral zu 50 mg als Kombinationspräparat mit dem NS3/4A-Inhibitor Grazoprevir zu 100 mg verabreicht. Die Arzneimittelzulassung des Kombinationspräparats für die Genotypen HCV1 und HCV4 erfolgte 2016 in den USA. Anschließend folgten Zulassungen für Kanada, die Schweiz und die Europäische Union (22. Juli 2016).

## Handelsnamen
- Zepatier (MSD Sharp & Dohme)